# Harry Andrews
Harry Fleetwood Andrews, CBE, född 10 november 1911 i Tonbridge i Kent, död 6 mars 1989 i Salehurst i Sussex, var en brittisk skådespelare.
Harry Andrews scendebuterade 1933. Han hade en framgångsrik karriär på scen i ledande roller i Shakespeareuppsättningar. Scenkarriären lyckades han kombinera med en karriär inom filmen, då ofta i roller som tuff militär.

## Filmografi (i urval)
- 1953 – Fallskärmsjägare
- 1954 – Svarte riddaren
- 1955 – Han älskade rödhåriga
- 1956 – Moby Dick
- 1956 – Sköna Helena av Troja
- 1956 – Alexander den Store
- 1956 – Djävulspatrullen
- 1957 – Saint Joan
- 1958 – En iskall i Alexandria
- 1958 – Jag anklagar
- 1959 – Salomo och drottningen av Saba
- 1959 – Djävulens lärjunge
- 1959 – Snudd på brott
- 1960 – 20 sekunder från döden
- 1962 – Barabbas
- 1962 – I ärans tecken
- 1962 – Oss fiender emellan
- 1962 – Polisinspektören
- 1963 – Nio timmar till Rama
- 1963 – Tjallaren
- 1964 – 633 Divisionen
- 1964 – Den svarta kofferten
- 1964 – Raggare på badstranden
- 1964 – The Truth About Spring
- 1965 – Kullen
- 1965 – Kalaharis glödande sand
- 1965 – Vånda och extas
- 1966 – Modesty Blaise
- 1966 – Spionen måste dö
- 1967 – Den stora stöten
- 1967 – Jag glömmer aldrig... va' va' de' nu han hette?
- 1967 – Den långa duellen
- 1968 – De tappra 600
- 1968 – Måsen
- 1968 – Razzia på Minskys
- 1968 – Ruttet spel
- 1968 – Slutpunkt Berlin
- 1968 – The Sea Gull
- 1969 – Slaget om England
- 1969 – Den vilda diamantjakten
- 1969 – A Nice Girl Like Me
- 1969 – Destiny of a Spy
- 1970 – Självmordspatrullen
- 1970 – Svindlande höjder
- 1970 – Brotherly Love
- 1970 – Underbare Mr Sloane
- 1971 – Nikolaus och Alexandra
- 1972 – De besatta
- 1972 – Den härskande klassen
- 1972 – Mannen från La Mancha
- 1972 – Diabólica malicia
- 1972 – Gravplundrarna
- 1973 – Thalias hämnare
- 1973 – Fällan
- 1973 – Man at the Top
- 1973 – The Final Programme
- 1974 – Den djävulska planen
- 1974 – The Story of Jacob and Joseph
- 1975 – Valley Forge
- 1976 – Draknästet
- 1976 – Fågel blå
- 1976 – The Passover Plot
- 1977 – Equus - hästen
- 1977 – De fyra fjädrarna
- 1977 – Fäkta för livet!
- 1978 – Superman - Stålmannen
- 1978 – Döden på Nilen
- 1978 – Mannen som inte kunde dö
- 1978 – The Big Sleep
- 1979 – S.O.S. Titanic
- 1979 – A Question of Faith
- 1980 – Svärdet
- 1980 – The Curse of King Tut's Tomb
- 1982 – De sju urens mysterium (TV-film)
- 1986 – Mesmerized
- 1986 – All Passion Spent
- 1986 - The Return of Sherlock Holmes (TV-serie)
- 1987 – Cause célèbre
- 1988 – Jack the Ripper (TV-serie)